# Бад-Райхенхалль
Бад-Райхенхалль (нем. Bad Reichenhall) — город и городская община в Германии, в Республике Бавария.
Подчинён административному округу Верхняя Бавария. Входит в состав района Берхтесгаденер-Ланд. Население составляет 17470 человек (на 31 декабря 2010 года). Занимает площадь 39,44 км². Региональный шифр — 09 1 72 114. Местные регистрационные номера транспортных средств (коды автомобильных номеров) (нем. Kraftfahrzeugkennzeichen) — BGL.
Город подразделяется на 9 городских районов.

## Культура и достопримечательности

### Филармония
Бад-Райхенхалльская филармония берет начало от «курортного оркестра под управлением дирижера Конрада Ландрихингера» (нем. Bademusik unter Leitung des Stadtthürmermeisters Konrad Landrichinger), организованного в 1858 году. В 1868 году Йозеф Гунгль возглавил оркестр, после него оркестром управляли Карл Хюнн, Густав Репке и уже после Второй мировой войны доктор Вильгельм Барт. В наши дни бад-райхенхалльская филармония даёт концерты круглый год, в её репертуаре лучшие произведения мировых композиторов.

### Музеи

#### Краеведческий музей
Краеведческий музей, или Heimatmuseum размещается в так называемом «зерновом амбаре», или Getreidestadel, построенном в первой половине XVI века.

#### Старая солеварня
Музей соли с соляными источниками в «старой солеварне», построенной после большого пожара 1834 года по планам архитектора Иоганна Даниеля Ольмюллера (нем. Johann Daniel Ohlmüller).
В Бад Райхенхалле находятся соляные месторождения. Соль из Бад-Райхенхалля отправлялась в Зальцбург, резиденцию епископа. С 1840 по 1926 год соль добывали и на Старой солеварне нем. Alte Saline. Солеварня стоит у подножия горы, из которой течёт соляной источник. Два металлических колеса диаметром 13 метров крутятся до сих пор, даже после остановки производства. Десятки метров рычагов передают движение на помпу, качающие солёную воду с глубины 14 метров. Чтобы добраться до ручьёв с солёной водой, под солеварней вырыли множество шахт и проложили туннели. Помпы и колёса сконструировал Фридрих фон Шенк, помпа источника Карла-Теодора была сконструирована в конце XVIII века.

#### Музей карнавала
нем. Faschingsordenmuseum

### Архитектурные памятники
- Старая солеварня, построенная в 1840—1851 годах по заказу короля Баварии Людвига I по проекту архитектора Ольмюллера (de:Joseph Daniel Ohlmüller[4]), промышленное здание — памятник архитектуры европейского уровня.
- Старая Ратуша, построенная в 1849 году (архитектор Лукас), в 1924 году расписана фресками Йозефом Хенгге (de:Josef Hengge).
- Церковь святого Николая, трёхнефная романская базилика второй половины XII века, с фресками в апсиде и 14 стояниях богослужения Крестного пути, исполненными Морицем фон Швиндом.
- Верхний город, сохранившаяся до наших дней часть средневекового города, с башней Петра и Павла, одной из 14 оборонительных башен, некогда окружавших город.
- Средневековая крепость Груттенштайн (основанная в XII века). К югу от крепости находится вторая сохранившаяся оборонительная башня, «Pulverturm», пороховая башня.
- Бывший монастырь августинцев-каноников Святого Зенона, построенный XII века. Здесь находится знаменитые Стояния крестного пути с рельефом Фридриха Барбароссы и роскошными красно-белыми воротами из унтерсбергского мрамора (известняка, добываемого в горе Унтерсберг в Австрии). Это самая большая романская базилика в старой Баварии (90 м длиной и 30 шириной, высота среднего нефа около 16 м, высота звонницы 48 м).
- Лютеранский собор, построенный в неоготическом стиле в 1881 году.
- «Госпитальная церковь» Шпиталькирхе (de:Spitalkirche) св. Иоанна, старейшая церковь города, основанная в VIII веке.
- Церковь святого Эгидия, построенная в 1159 году.
- Salzmaierhaus 15 века, до 1840 года здесь находилось управление солеварней
- замок Марцолль в районе Марцолль, 1527 года
- церковь святого Валентина (Марцолль), находившаяся на том же месте ещё в 8 веке; готическая постройка с убранством эпохи барокко
- Predigtstuhlbahn, построенная в 1928 году старейшая в мире канатная дорога, сохранившаяся до наших дней в оригинальном виде. Горный отель, кабинки, станция — оригинальные
- Saalachkraftwerk, историческая электростанция 1914 года в стиле модерн.
- королевский курорт (Königliche Kurhaus) 1900 года постройки, архитектор Макс Литтманн
- Kurmittelhaus, государственно-городская курортная поликлиника, построена в 1928 году в стиле поздний модерн Максом Литтманом.
- Градирня в кургартене, построенная в 1911 году Евгением Дроллингером, для ингаляций солёной водой на открытом воздухе
- руины крепости Карлштайн 12 века, замок графов Пайлштайн
- грандотель Axelmannstein, фасад 1909-10 годов, построен раньше; колыбель курорта
- множество исторических зданий конца 19 — начала 20 века
- церковь святого Георгия в женском монастыре — жемчужина готического стиля; алтарь мастерской Гордиана Гугка (Gordian Guckh).
- доставка соли из Райхенхалля в Трауштайн, построенная в 1617-19 годах Хансом Райффенштюлем, называемая также «первым трубопроводом в мире»
- В районе Кирххольц находится радиопередатчик Баварского радио

### Парки
Самый известный парк города — «Королевский кургартен» площадью 4 гектара, расположенный в черте города. В парке находится Градирня, постройка 162 метра длиной и 14 метров высотой, в которой уложено 200.000 вязанок терновника. В настоящее время градирня используется для ингаляций соляной водой на открытом воздухе. К градирне примыкают зал с питьевой водой и крытая галерея постройки 1912 года, архитектор Евгений Дроллингер.
Dr.-Ortenau-Park назван в честь врача-еврея Густава Ортенау, работавшего в городе до 1938 года.

## Население
По оценке на 31 декабря 2015 года население общины составляет 17 443 человек.
| Дата      | 1840 | 1871 | 1900 | 1925 | 1939  | 1950  | 1961  | 1970  | 1987  | 2011  |
| --------- | ---- | ---- | ---- | ---- | ----- | ----- | ----- | ----- | ----- | ----- |
| Население | 4329 | 4759 | 6876 | 9762 | 13502 | 16814 | 16645 | 17392 | 16342 | 16829 |

| Год       | 1960  | 1970  | 1980  | 1990  | 2000  | 2009  | 2010  | 2011  | 2012  | 2013  | 2014  | 2015  |
| --------- | ----- | ----- | ----- | ----- | ----- | ----- | ----- | ----- | ----- | ----- | ----- | ----- |
| Население | 17654 | 17345 | 17949 | 16676 | 16375 | 17402 | 17470 | 16907 | 17101 | 17137 | 17327 | 17443 |

## Экономика и инфраструктура
Экономика города сильно зависит от туризма и курортных сезонов. Последние годы город стремится поддерживать постоянно увеличивающийся поток туристов и входит в туристическое сообщество Alpine Pearls. Райхенхалльская соль Reichenhaller Markensalz известна по всей Германии. Её производят в солеварене Südwestdeutsche Salzwerke. По всему миру известна продукция кондитерских Ребера, главным образом конфеты Mozartkugel, основная продукция фирмы Ребер сегодня. Фирма Josef Mack GmbH & Co.KG, производящая сосновое масло, сегодня экспортирует свою продукцию по всему миру. Фирма была основана в 1934 году, её продукция активно используется в лечебницах курорта.

### Транспорт
После открытия границ в Европе и установления границ Еврорегионов Бад-Райхенхалль всё более и более тяготеет к Зальцбургу, который расположен всего в нескольких километрах от города. Оба городских вокзала (Hauptbahnhof и Kirchberg) находятся на ветке Freilassing-Berchtesgaden и с 2006 года расписание поездов синхронизировано с линией S3 (S-Bahn Salzburg).
В Бад-Райхенхалле есть развитая сеть городских автобусов. Есть маршруты в соседние города и до станций автобусных линий регионального значения. Рядом с городом проходят региональные автобусные маршруты В-20 и В-21. В-20 идёт через Байериш-Гмайн, на перевал Халлтурмер, до Берхтесгадена.
Автобан-8 проходит по границе Марцолля, между Бад-Райхенхаллем и Пидингом.

### Медиа
Газета Reichenhaller Tagblatt выпускается с 1840 года. С 2002 по 2006 года выходил нерегулярный журнал Polis.
Газету Berchtesgadener Wochenblatt (тираж 37.200)можно найти и в Райхенхалле.
Радиоточка на Кирхольце с 1967 обеспечивает курорт радиопрограммами. С 2006 по 2008 года из Фрайлассинга вещала локальная частота Untersberg live, но с 1 января 2009 года частоту занимает Bayernwelle SüdOst.

### Образование
В городе находится гимназия и женская реальная школа архидиоцеза Мюнхена и Фрайлассинга в монастыре святого Зенона; центр педагогики «особых» детей (Sonderpädagogisches Förderzentrum), монтессори-школа, и три начальных школы (Heilingbrunnerstraße, St. Zeno/Marzoll, Karlstein)

## Фотогалерея

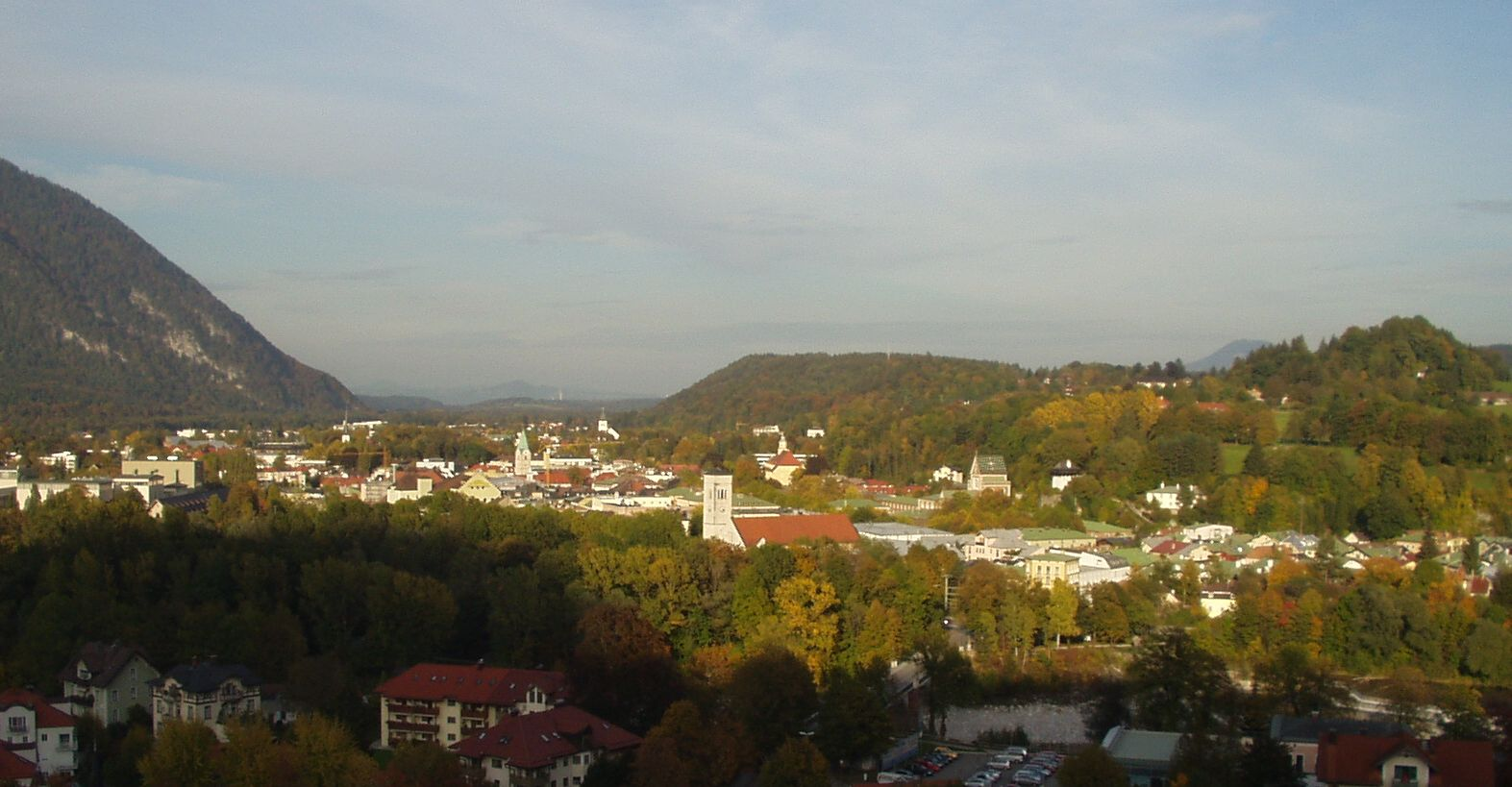
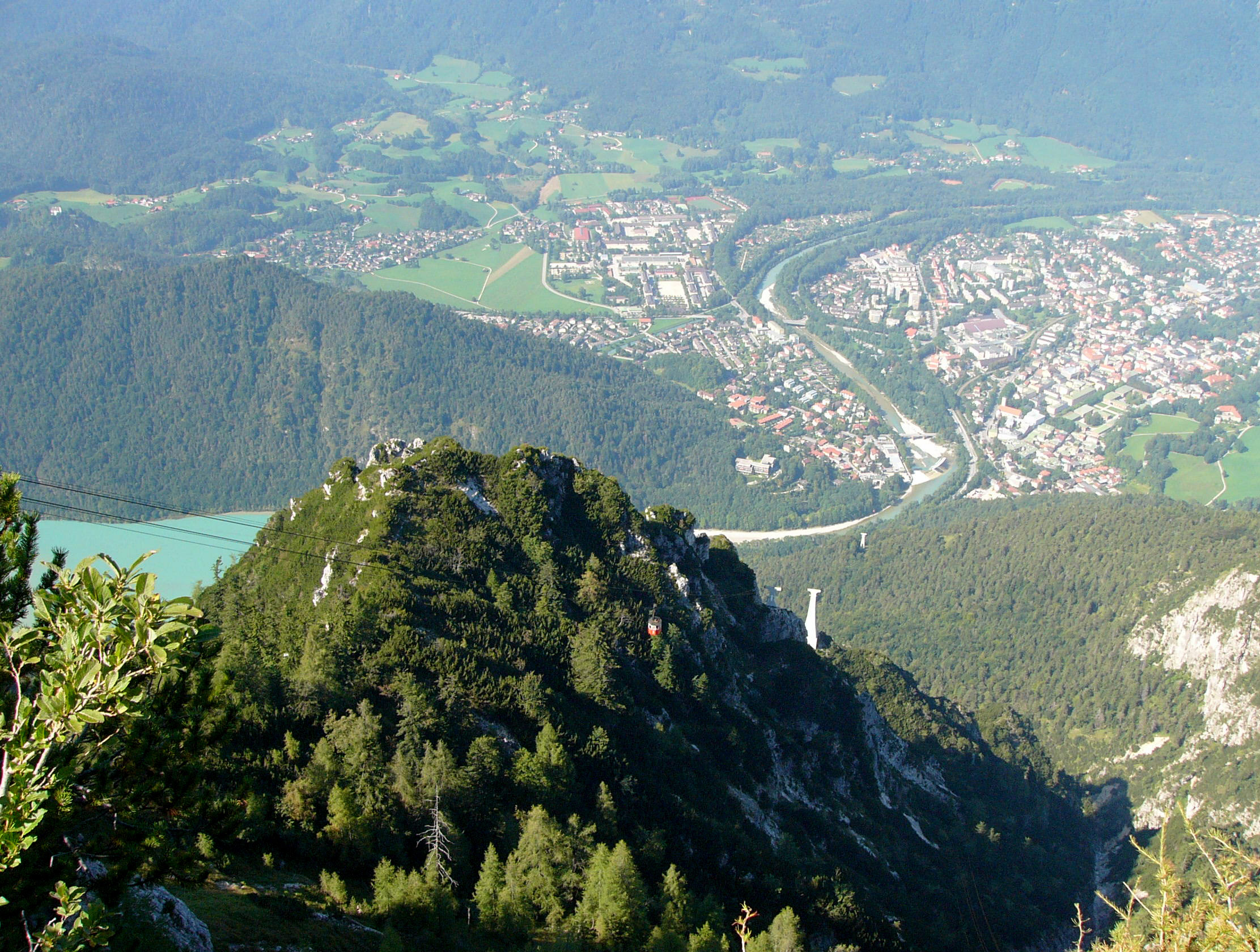
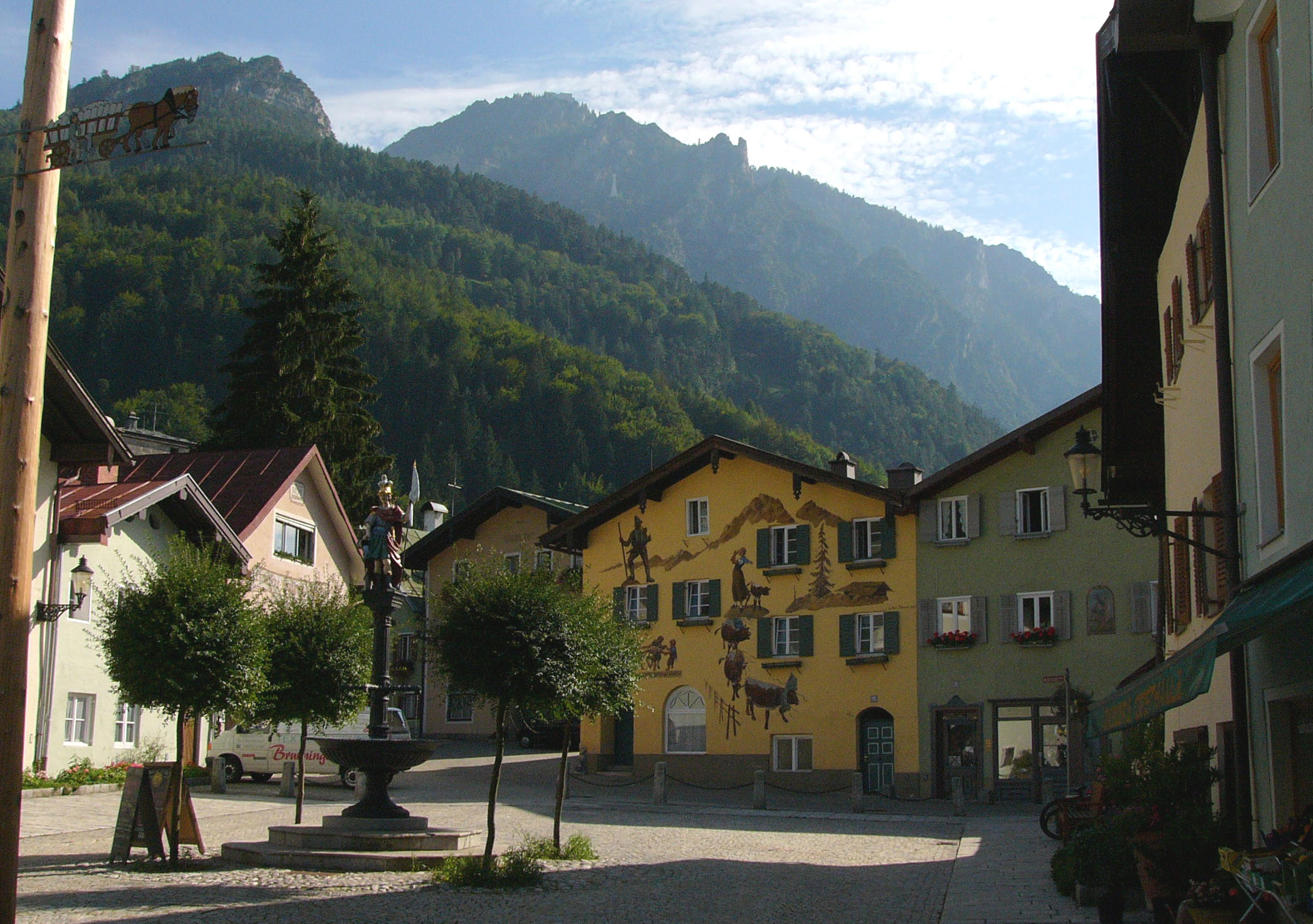
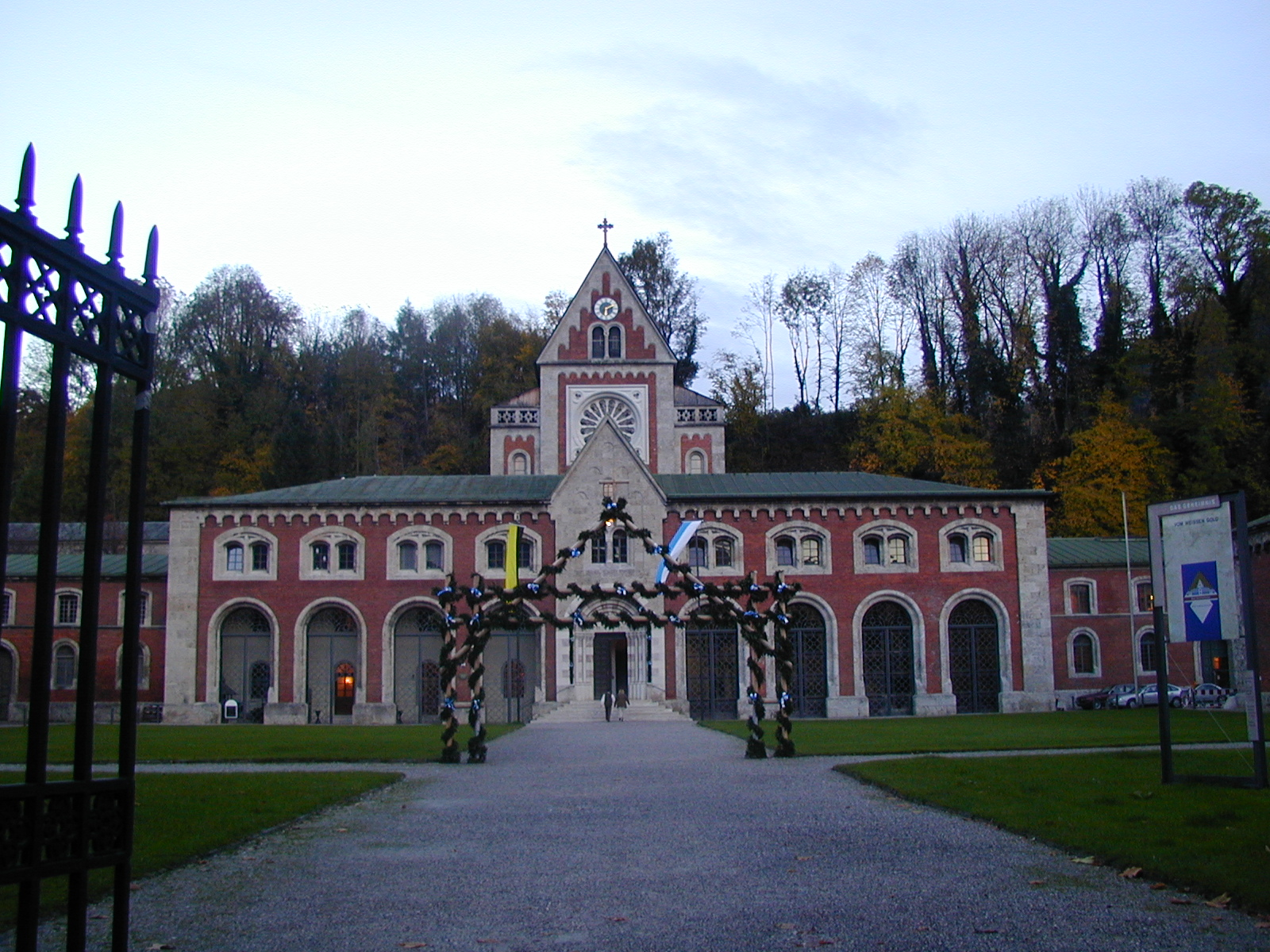